# Karl August von Wittich
Karl August von Wittich (* 10. Mai 1772 in Rudow; † 21. November 1831 in Königsberg) war ein preußischer Generalmajor und zuletzt Kommandeur der 1. Infanterie-Brigade.

## Leben

### Herkunft
Seine Eltern waren der Prediger von Rudow, Gottfried Lorenz von Wittich (* 27. Januar 1735; † 1807), und dessen Ehefrau Christiane Margarethe Wilhelmine, geborene Bock († 5. Juli 1798).

### Militärkarriere
Wittich kam am 31. März 1786 in das Pagenkorps in Berlin, von dort am 3. März 1789 als Gefreitenkorporal in das Infanterieregiment „Alt-Bornstedt“ der Preußischen Armee. Dort wurde er am 1. März 1790 Portepeefähnrich und am 6. Juni 1793 Fähnrich. Als solcher nahm er 1794 am Feldzug in Polen teil und kämpfte im Gefecht bei Konin.
Am 30. November 1794 avancierte Wittich zum Sekondeleutnant. Vom 1. November 1798 bis 1802 fungierte er als Adjutant des II. Bataillons und hatte anschließend die gleiche Funktion beim I. Bataillon inne. Am 4. August 1803 stieg er zum Premierleutnant und am 23. Mai 1806 zum Stabskapitän auf. Im folgenden Vierten Koalitionskrieg kämpfte Wittich in den Gefechten bei Lübeck und Sandau. Bei der Kapitulation von Lübeck geriet er in Gefangenschaft und wurde inaktiv gestellt.
Nach dem Krieg wurde Wittich am 19. August 1809 mit halbem Gehalt Adjutant des Oberst von Thümen sowie 19. November 1809 zum Kapitän befördert. Am 11. April 1811 kam er in die Adjutantur. Am 12. März 1812 wurde er zum Major befördert und kam am 12. Dezember 1812 dann zum Reservebataillon an der Weichsel. Am 11. März 1813 wurde er Kommandeur des II. Bataillons des 3. Reserve-Infanterie-Regiments Nr. 15. Während der Befreiungskriege kämpfte Wittich im Gefecht bei Luckau, in der Schlacht bei Dennewitz sowie den Gefechten bei Blankenfelde, Zahna, Ottersleben und den Belagerungen von Stettin, Torgau und Magdeburg, am 18. Juni 1815 in der Schlacht bei Belle Alliance und dem Gefecht bei St. Germain. Wittich erwarb sich bei Dennewitz das Eiserne Kreuz II. Klasse und den Russischen Orden des Heiligen Georg V. Klasse, bei Belle Alliance erhielt er das Eiserne Kreuz I. Klasse.
Am 23. Mai 1815 kam er als Führer in das 15. Infanterie-Regiment und wurde zudem am 2. Oktober 1815 zum Oberstleutnant befördert. Am 9. März 1816 wurde er zum Regimentskommandeur ernannt. 1817 bekam er noch den Russischen Orden des Heiligen Georg IV. Klasse und 1818 den Orden des Heiligen Wladimir IV. Klasse. Im gleichen Jahr wurde er am 19. September 1818 zum Oberst mit Patent vom 1. Oktober 1818 befördert. Am 29. Mai 1821 wurde er als Kommandeur zur 1. Infanterie-Brigade versetzt, erhielt aber am 20. Juli 1821 die Erlaubnis, weiter die Uniform des 15. Infanterie-Regiments zu tragen. Am 18. Januar 1825 bekam Wittich den Roten Adlerorden III. Klasse und am 18. Juni 1825 auch das Dienstkreuz. Am 31. März 1826 feierte er sein 50-jähriges Dienstjubiläum. Am 30. März 1827 wurde er noch zum Generalmajor mit Patent vom 1. April 1827 befördert. Er starb am 21. November 1831 in Königsberg an der Cholera.
General von Hiller schreibt in seiner Beurteilung im Jahr 1815: „Ein sehr tüchtiger tapferer Offizier, der sich in jeder Beziehung zum Regimentskommandeur und höherem Advancement qualifiziert, der sich auch besonders in diesem Feldzuge in der Schlacht am 18. Juni 1815 vorzüglich ausgezeichnet hat und durch strenge Erfüllung aller Pflichten und Leistungen eines guten Führers ein musterhaftes Beispiel gibt.“

### Familie
Wittich heiratete am 25. Dezember 1814 in Wansdorf (Kreis Osthavelland) Christiane Johanna Friederike Elisabeth von Redern (* 20. November 1780; † 20. November 1842). Das Paar hatte mehrere Kinder:
- Auguste Christiane  (* 21. März 1817; † 25. Dezember 1841) ⚭ 1838 Ernst Karl Moritz von Kalckstein (* 14. Februar 1804; † 14. Juni 1883), Sekondeleutnant[2], Eltern des Generalmajors Walter von Kalckstein (1840–1903)
- Friedrich Wilhelm Ludwig (* 15. Oktober 1818; † 2. Oktober 1884) ⚭ Johanna Albertine Luise Anna Hiller von Gaertringen (* 21. Oktober 1833)
- Karl Adolf (* 30. April 1820), Premierleutnant a. D.
- Wilhelm Heinrich (* 21. September 1821; † 22. November 1884), Professor in Königsberg
- Karl Albert (* 18. Juni 1823; † 15. Februar 1904), Oberst und Kommandeur des 28. Infanterie-Regiments ⚭ 1845 Jeannette von der Gröben (* 21. Juni 1824)[3]